# 柳家小三太
柳家 小三太（やなぎや こさんた）は、落語家。現在8人前後確認されている。
- 柳家小三太 - 後∶柳家小三郎
- 柳家小三太 - 後∶初代柳亭市馬
- 柳家小三太 - （1895年4月5日 - 1916年3月18日（20歳没）） - 三代目柳家小さん門下。「カチューシャ」などの色声を得意とし、SPレコードが残っている。本名∶増田 久四郎。
- 柳家小三太 - 後∶三代目柳家つばめ
- 柳家小三太 - 後∶二代目柳家さん助
- 柳家小三太 - 後∶東家夢助
- 柳家小三太 - 現∶柳家さん遊
- 柳家小三太 - 本項にて詳述

柳家 小三太（1953年4月26日 - ）は、青森県弘前市出身の落語家。落語協会所属。本名∶館田 隆。出囃子は『雀踊り』。

## 経歴
1978年10月、五代目柳家小さんに入門。1980年2月、前座となる。前座名は「小たか」。
1982年4月、三遊亭歌吾、三遊亭新窓、立川談幸と共に二ツ目昇進。「小三太」と改名。
1995年3月に三遊亭圓王、橘家富蔵、初音家左橋、古今亭菊輔、三遊亭吉窓、金原亭生駒、柳家一九、林家うん平、桂扇生と共に真打昇進。
2021年、鈴本演芸場十一月下席後半夜の部「百日寄席　上野街笑賑」で主任を務める。演題は事前に発表され、2021年11月26日『幇間腹』、11月27日『万金丹』、11月28日『佐野山』をつとめた。真打昇進披露興行以来26年ぶりの主任となった。

## 人物
弘前市でステーキハウス「シド亭」を経営する双子の兄がいる。

## 芸歴
- 1978年10月 - 五代目柳家小さんに入門。
- 1980年2月 - 前座となる、前座名「小たか」。
- 1982年4月 - 二ツ目昇進、「小三太」と改名。
- 1995年3月 - 真打昇進。

## 弟子

### 廃業
- 柳家小たか - 本名∶井上 正則、1977年7月16日 - 、中央大学卒後2001年入門。

## 書籍
- 『まんが 柳家小三太噺』 作・絵＝内田玉男、発行人・企画・立案＝寺脇研[3] 2021年10月